# 岡本積
岡本 積（おかもと つもる、1959年2月26日 - ）は、広島県広島市出身の元プロボクサー。現在は実業家。

## 来歴
高校時代から柔道部に属し、天理大学の聴講生を経て広島三栄ジムに所属。1年でA級に合格。1980年8月12日、ミドル級タイトルマッチで当時のチャンピオンのジェームス・キャラハンに挑戦するが、8回KOされ敗退。翌年に引退する。日本ランキング最高3位。通算成績8戦5勝。
引退後、ダイビングインストラクター、保険会社勤務を経て、保険代理店として独立。2005年、株式会社アイムマリンサービス広島を設立。海鮮居酒屋 海小屋を開店。
2014年、サービス付高齢者向賃貸住宅いつくしまを開所。エフエムはつかいちのパーソナリティとしても活動する。